# Cronologia bassa
La cronologia bassa, anche nota come cronologia breve o cronologia corta (in inglese low chronology o anche short chronology) è, fra i vari sistemi cronologici del Vicino Oriente antico basati sull'interpretazione della Tavoletta di Venere di Ammi-saduqa, quello che fissa il Regno di Hammurabi al 1728-1686 a.C. e il sacco di Babilonia al 1531 a.C.
Le date assolute del II millennio a.C. risultanti da questa decisione trovano un sostegno assai scarso negli ambienti accademici, soprattutto a seguito delle ricerche più recenti.
La cronologia media (regno di Hammurabi 1792-1750 a.C.) è tuttora di comune utilizzo in letteratura e i lavori più recenti hanno essenzialmente sconfessato la cronologia breve. L'utilizzo delle date secondo la cronologia breve, comunque, è attualmente lo standard nelle voci della Wikipedia in lingua inglese relative al Vicino Oriente antico.
Le date della cronologia media possono essere calcolate aggiungendo 64 anni alle corrispondenti date della cronologia breve (ad esempio, il 1728 a.C. secondo la cronologia breve corrisponde al 1792 secondo la cronologia media).
Successivamente alla cosiddetta "età buia", corrispondente al periodo fra la caduta di Babilonia e l'ascesa della dinastia cassita a Babilonia, la datazione assoluta diventa meno incerta.
Sebbene non vi sia tuttora un consenso unanime sulle date esatte, la dicotomia di 64 anni fra cronologia media e breve non sussiste più per le date successive all'inizio della III dinastia babilonese.

## Antica età del Bronzo
La stima delle date assolute si rende possibile solo per le date della seconda metà del III millennio a.C. Per la prima metà del III millennio, sono possibili solamente concordanze cronologiche molto approssimative fra date archeologiche e testi scritti.

### Re di Ebla
I regni di Ebla e Mari (in Siria) si contesero la supremazia in questo periodo. Durante il regno di Irkab-Damu, Ebla sconfisse Mari nel controllo della regione appena in tempo per affrontare l'ascesa di Uruk e dell'impero di Akkad.
Dopo anni di vicende alterne, Ebla fu distrutta dagli Accadi. Fra le macerie della città sono stati scoperti i sigilli di terracotta del faraone egiziano Pepi I.
| Sovrano                  | Regno proposto  | Note                                                      |
| ------------------------ | --------------- | --------------------------------------------------------- |
| Igrish-Halam             | circa 2300 a.C. |                                                           |
| Irkab-Damu               |                 | Contemporaneo di Iblul-Il di Mari                         |
| Ar-Ennum o Reshi-Ennum   |                 |                                                           |
| Ibrium o Ebrium          |                 | Contemporaneo di Tudiya di Assiria (trattato)             |
| Ibbi-Sipish o Ibbi-Zikir |                 | Figlio di Ibrium                                          |
| Dubuhu-Ada               |                 | Ebla distrutta da Naram-Sin di Akkad o da Sargon di Akkad |

### Sumer
Lugalzagesi di Umma per breve tempo governa da Uruk (Terza dinastia di Uruk), dopo aver sconfitto la città di Lagash, finendo poi per soccombere a Sargon di Akkad.
| Sovrano     | Regno proposto | Note                                                                        |
| ----------- | -------------- | --------------------------------------------------------------------------- |
| Lugalzagesi | 2295–2271 a.C. | Sconfisse Urukagina di Lagash ed è a sua volta sconfitto da Sargon di Akkad |

### Dinastia di Akkad
Dal momento che Akkad (o Agade), la capitale dell'impero accadico, non è stata mai rintracciata, i dati cronologici disponibili provengono da siti esterni quali Ebla, Tell Brak, Nippur, Susa e Tell Leilan. Sargon e il nipote di questi, Naram-Sin, sono i personaggi più rilevanti della dinastia accadica. L'ultimo sovrano dell'impero, Shar-kali-sharri, tentò soprattutto di mantenere lo stato unitario, ma alla sua morte l'imperò andò in frantumi.
Alla fine, l'impero fu travolto dai Gutei, una popolazione di montanari.
| Sovrano          | Regno proposto | Note                                              |
| ---------------- | -------------- | ------------------------------------------------- |
| Sargon           | 2270–2215 a.C. |                                                   |
| Rimush           | 2214–2206 a.C. | Figlio di Sargon                                  |
| Manishtushu      | 2205–2191 a.C. | Figlio di Sargon                                  |
| Naram-Sin        | 2190–2154 a.C. | Nipote di Sargon                                  |
| Shar-kali-sharri | 2153–2129 a.C. | Figlio di Naram-Sin                               |
| Igigi            |                |                                                   |
| Nanum            |                |                                                   |
| Imi              |                |                                                   |
| Ilulu            |                |                                                   |
| Dudu             | 2125–2104 a.C. |                                                   |
| Shu-turul        | 2104–2083 a.C. | La città di Akkad cadde sotto l'attacco dei Gutei |

### Re gutei
Apparsi per la prima volta nell'area sotto il regno di Sargon of Akkad, i Gutei divennero una potenza regionale a seguito del declino dell'impero accadico avvenuto dopo Shar-kali-sharri.
La dinastia terminò con la sconfitta dell'ultimo sovrano di Uruk, Tirigan.
Solo pochi sovrani gutei sono attestati in iscrizioni, oltre a essere elencati nella lista reale sumerica.
| Sovrano                        | Regno proposto | Note                                                                |
| ------------------------------ | -------------- | ------------------------------------------------------------------- |
| Erridupizir                    | 2141–2138 a.C. | Iscrizione reale a Nippur                                           |
| Imta or Nibia                  | 2138–2135 a.C. |                                                                     |
| Inkishush                      | 2135–2129 a.C. | Primo sovrano guteo fra quelli riportati nella lista reale sumerica |
| Sarlagab                       | 2129–2126 a.C. |                                                                     |
| Shulme                         | 2126–2120 a.C. |                                                                     |
| Elulmesh o Silulumesh          | 2120–2114 a.C. |                                                                     |
| Inimabakesh                    | 2114–2109 a.C. |                                                                     |
| Igeshaush o Igeaus             | 2109–2103 a.C. |                                                                     |
| Yarlagab o Yarlaqaba           | 2103–2088 a.C. |                                                                     |
| Ibate                          | 2088–2085 a.C. |                                                                     |
| Yarlangab o Yarla              | 2085–2082 a.C. |                                                                     |
| Kurum                          | 2082–2081 a.C. |                                                                     |
| Apilkin o Habil-kin o Apil-kin | 2081–2078 a.C. |                                                                     |
| La-erabum                      | 2078–2076 a.C. | Iscrizione su testa di mazza                                        |
| Irarum                         | 2076–2074 a.C. |                                                                     |
| Ibranum                        | 2074–2073 a.C. |                                                                     |
| Hablum                         | 2073–2071 a.C. |                                                                     |
| Puzur-Suen                     | 2071–2064 a.C. | Figlio di Hablum                                                    |
| Yarlaganda                     | 2064–2057 a.C. | Iscrizione di fondazione a Umma                                     |
| Si-um or Si-u                  | 2057–2050 a.C. | Iscrizione di fondazione a Umma                                     |
| Tirigan                        | 2050–2050 a.C. | Contemporaneo di Utu-hengal di Uruk                                 |

### Seconda dinastia di Lagash
Successivamente al collasso dell'Impero accadico allorché Shar-kali-sharri di Akkad si trovò ad affrontare la pressione degli invasori gutei, Lagash riguadagnò gradualmente prestigio.
Come stato vassallo dei Re gutei, Lagash ebbe grande successo, toccando l'apice sotto il regno di Gudea.
Dopo che l'ultimo Re guteo Tirigan fu sconfitto da Utu-hengal, Lagash fu sotto il controllo di Ur durante il regno di Ur-Namma.
Si noti che vi sono alcune indicazioni riguardo all'ordine degli ultimi due sovrani di Lagash: è probabile che l'ordine debba essere invertito.
| Sovrano          | Regno proposto | Note                                  |
| ---------------- | -------------- | ------------------------------------- |
| Lugalushumgal    |                |                                       |
| Puzer-Mama       |                |                                       |
| Ur-Utu           |                |                                       |
| Ur-Mama          |                |                                       |
| Lu-Baba          |                |                                       |
| Lugula           |                |                                       |
| Kaku o Kakug     |                |                                       |
| Ur-Bau o Ur-Baba | 2093–2080 a.C. |                                       |
| Gudea            | 2080–2060 a.C. | Genero di Ur-Baba                     |
| Ur-Ningirsu      | 2060–2055 a.C. | Figlio di Gudea                       |
| Pirigme o Ugme   | 2055–2053 a.C. | Nipote di Gudea                       |
| Ur-gar           | 2053–2049 a.C. |                                       |
| Nammahani        | 2049–2046 a.C. | Nipote di Kaku, sconfitto da Ur-Namma |

### Quinta dinastia di Uruk
Unendo varie città-stato sumere, Utu-hengal libera la regione dai Gutei. Si noti che la lista dei re sumeri registra una precedente IV dinastia di Uruk, la quale è tuttora non attestata
| Sovrano    | Regno proposto | Note                              |
| ---------- | -------------- | --------------------------------- |
| Utu-hengal | 2055–2048 a.C. | Nomina Ur-Namma governatore di Ur |

### Terza dinastia di Ur
Con una transizione apparentemente pacifica, Ur giunse al potere dopo la fine del regno di Utu-hengal di Uruk; il primo Re, Ur-Namma, consolidò il suo potere grazie alla sconfitta di Lagash.
Verso la fase finale della dinastia, a seguito della distruzione di Ur compiuta da Elamiti e Shimashki, la dinastia includeva poco più dell'area circostante Ur.
| Sovrano             | Regno proposto | Note                                                               |
| ------------------- | -------------- | ------------------------------------------------------------------ |
| Ur-Namma o Ur-Engur | 2047–2030 a.C. | Sconfisse Nammahani di Lagash; Contemporaneo di Utu-hengal di Uruk |
| Shulgi              | 2029–1982 a.C. | Possibile eclisse lunare/solare del 2005 a.C.                      |
| Amar-Suena          | 1981–1973 a.C. | Figlio di Shulgi                                                   |
| Shu-Suen            | 1972–1964 a.C. |                                                                    |
| Ibbi-Suen           | 1963–1940 a.C. | Figlio di Shu-Suen                                                 |

## Media età del Bronzo

### Prima dinastia di Isin
Dopo che Ishbi-Erra di Isin si separò dalla declinante Terza dinastia di Ur dominata da Ibbi-Suen, Isin raggiunse il suo apice sotto il dominio di Ishme-Dagan. Indebolita dagli attacchi dei ricomparsi babilonesi, alla fine Isin cadde ad opera della sua rivale Larsa, dominata da Rim-Sin I.
| Sovrano                  | Regno proposto | Note                                     |
| ------------------------ | -------------- | ---------------------------------------- |
| Ishbi-Erra               | 1953–1921 a.C. | Contemporaneo di Ibbi-Suen di Ur III     |
| Šu-ilišu                 | 1920–1911 a.C. | Figlio di Ishbi-Erra                     |
| Iddin-Dagān              | 1910–1890 a.C. | Figlio di Shu-ilishu                     |
| Ishme-Dagan              | 1889–1871 a.C. | Figlio di Iddin-Dagan                    |
| Lipit-Ishtar             | 1870–1860 a.C. | Contemporaneo di Gungunum di Larsa       |
| Ur-Ninurta               | 1859–1832 a.C. | Contemporaneo di Abisare di Larsa        |
| Bur-Suen                 | 1831–1811 a.C. | Figlio di Ur-Ninurta                     |
| Lipit-Enlil              | 1810–1806 a.C. | Figlio di Bur-Suen                       |
| Erra-Imittī o Ura-imitti | 1805–1799 a.C. |                                          |
| Enlil-bāni               | 1798–1775 a.C. | Contemporaneo di Sumu-la-El di Babilonia |
| Zambīia                  | 1774–1772 a.C. | Contemporaneo di Sin-Iqisham di Larsa    |
| Iter-piša                | 1771–1768 a.C. |                                          |
| Ur-du-kuga               | 1767–1764 a.C. |                                          |
| Suen-magir               | 1763–1753 a.C. |                                          |
| Damiq-ilishu             | 1752–1730 a.C. | Figlio di Suen-magir                     |

### Re di Larsa
La cronologia del Regno di Larsa è principalmente basata sulla Lista reale di Larsa, sulle Liste di date di Larsa, nonché su iscrizioni reali e registrazioni commerciali. La Lista reale di Larsa fu redatta a Babilonia sotto il regno di Hammurabi, conquistatore di Larsa.
Si sospetta che la lista abbia elevato al rango di sovrani parecchi dei primi governatori isiniti amorrei di Larsa, in modo da legittimarne il governo. Dopo un periodo di occupazione babilonese, Larsa divenne libera per effetto di una rivolta terminata con la morte dell'ultimo sovrano Rim-Sin II.
| Sovrano                  | Regno proposto | Note                                                                                          |
| ------------------------ | -------------- | --------------------------------------------------------------------------------------------- |
| Naplanum                 | 1961–1940 a.C. | Contemporaneo di Ibbi-Suen di Ur III                                                          |
| Emisum                   | 1940–1912 a.C. |                                                                                               |
| Samium                   | 1912–1877 a.C. |                                                                                               |
| Zabaia                   | 1877–1868 a.C. | Figlio di Samium, Prima iscrizione reale                                                      |
| Gungunum                 | 1868–1841 a.C. | Ottenne l'indipendenza da Lipit-Ishtar di Isin                                                |
| Abisare                  | 1841–1830 a.C. |                                                                                               |
| Sumuel                   | 1830–1801 a.C. |                                                                                               |
| Nur-Adad                 | 1801–1785 a.C. | Contemporaneo di Sumu-la-El di Babilonia                                                      |
| Sin-Iddinam              | 1785–1778 a.C. | Figlio di Nur-Adad                                                                            |
| Sin-Eribam               | 1778–1776 a.C. |                                                                                               |
| Sin-Iqisham              | 1776–1771 a.C. | Contemporaneo di Zambiya di Isin, figlio di Sin-Eribam                                        |
| Silli-Adad               | 1771–1770 a.C. |                                                                                               |
| Warad-Sin                | 1770–1758 a.C. | Possibile coreggenza con suo padre Kudur-Mabuk                                                |
| Rim-Sin I                | 1758–1699 a.C. | Contemporaneo di Irdanene di Uruk, sconfitto da Hammurabi di Babilonia, fratello di Warad-Sin |
| Hammurabi di Babilonia   | 1699–1686 a.C. | Dominio ufficiale babilonese                                                                  |
| Samsu-iluna di Babilonia | 1686–1678 a.C. | Dominio ufficiale babilonese                                                                  |
| Rim-Sin II               | 1678–1674 a.C. | Ucciso nel corso di una rivolta contro Babilonia                                              |

### Prima dinastia babilonese
A seguito della caduta della III dinastia di Ur, il risultante vuoto di potere produsse una forte contrapposizione inizialmente tra Isin e Larsa e successivamente anche con Babilonia e l'Assiria.
Nella seconda metà del regno di Hammurabi, Babilonia divenne la potenza dominante, una posizione che mantenne ampiamente fino al saccheggio compiuto da Muršili I nel 1531 a.C..
Si noti che non vi sono resoconti contemporanei del sacco di Babilonia; quanto è noto è dedotto da documenti molto più tardi.
| Sovrano            | Regno proposto | Note                                                                             |
| ------------------ | -------------- | -------------------------------------------------------------------------------- |
| Sumu-abum o Su-abu | 1830–1817 a.C. | Contemporaneo di Ilushuma di Assiria                                             |
| Sumu-la-El         | 1817–1781 a.C. | Contemporaneo di Erishum I di Assiria                                            |
| Sabium o Sabum     | 1781–1767 a.C. | Figlio di Sumu-la-El                                                             |
| Apil-Sin           | 1767–1749 a.C. | Figlio di Sabium                                                                 |
| Sin-Muballit       | 1748–1729 a.C. | Figlio di Apil-Sin                                                               |
| Hammurabi          | 1728–1686 a.C. | Contemporaneo di Zimri-Lim di Mari, Siwe-palar-huppak dell'Elam e Shamshi-Adad I |
| Samsu-iluna        | 1686–1648 a.C. | Figlio di Hammurabi                                                              |
| Abi-esukh          | 1648–1620 a.C. | Figlio di Samsu-iluna                                                            |
| Ammi-ditana        | 1620–1583 a.C. | Figlio di Abi-eshuh                                                              |
| Ammi-Saduqa        | 1582–1562 a.C. | Tavoletta di Venere di Ammi-saduqa                                               |
| Samsu-ditana       | 1562–1531 a.C. | Sacco di Babilonia                                                               |

### I dinastia dei Paesi del Mare
Quando si trovarono i nomi dei sovrani della dinastia dei Paesi del Mare nei testi cuneiformi quali le liste di re babilonesi, la Cronaca 20, la Cronaca dei primi re e la lista sincronica dei re, si ritenne che la dinastia fosse da collocare tra la I dinastia babilonese e i Cassiti.
Scoperte successive fecero mutare opinione: ora questa dinastia è considerata contemporanea delle altre due.
Gli studiosi contemporanei hanno chiarito che la dinastia dei Paesi del Mare controllò Babilonia e la parte restante del suo impero per un certo periodo dopo il sacco operato dagli Ittiti nel 1531 a.C.
| Sovrano                         | Regno proposto  | Note                                                                       |
| ------------------------------- | --------------- | -------------------------------------------------------------------------- |
| Ilumael o Ilum-ma-ilī           | circa 1700 a.C. | Contemporaneo di Samsu-iluna e Abi-esukh della prima dinastia di Babilonia |
| Itti-ili-nībī                   |                 |                                                                            |
| Damqi-ilišu II                  |                 |                                                                            |
| Iškibal                         |                 |                                                                            |
| Šušši                           |                 |                                                                            |
| Gulkišar                        |                 |                                                                            |
| mDIŠ+U-EN (lettura sconosciuta) |                 |                                                                            |
| Pešgaldarameš                   |                 | Figlio di Gulkishar                                                        |
| Ayadaragalama                   |                 | Figlio (= discendente) di Gulkishar                                        |
| Akurduana                       |                 |                                                                            |
| Melamkurkurra                   |                 |                                                                            |
| Ea-gâmil                        | circa 1460 a.C. | Contemporaneo di Ulamburiash della dinastia cassita di Babilonia           |

### Antico Regno ittita
La cronologia assoluta dell'Antico Regno Ittita si fonda interamente sulla data del sacco di Babilonia. Nel 1531 a.C., per ragioni che in gran parte sono tuttora estremamente incomprese, Mursili I marciò all'incirca per 500 miglia da Aleppo a Babilonia, la saccheggiò e quindi ritornò celermente a casa.
Oltre a questo evento, tutti i sincronismi cronologici disponibili sono locali rispetto alla regione, sia all'interno, sia vicino all'Anatolia.
| Sovrano                  | Regno proposto | Note                                                                 |
| ------------------------ | -------------- | -------------------------------------------------------------------- |
| PU-Sarruma               |                |                                                                      |
| Labarna I                |                |                                                                      |
| Hattušili I o Labarna II | 1586–1556 a.C. | Nonno di Mursili I                                                   |
| Muršili I                | 1556–1526 a.C. | Saccheggio di Babilonia, sotto il regno di Samsu-Ditana di Babilonia |
| Hantili I                | 1526–1496 a.C. |                                                                      |
| Zidanta I                | 1496–1486 a.C. |                                                                      |
| Ammuna                   | 1486–1466 a.C. | Figlio di Hantili I                                                  |
| Huzziya I                | 1466–1461 a.C. | Figlio di Ammuna                                                     |

## Tarda età del Bronzo

### Dinastia cassita
I Cassiti comparvero per la prima volta sotto il Regno di Samsu-iluna della prima dinastia babilonese e, dopo essere stati sconfitti da Babilonia, presero il controllo della città-stato di Mari.
Dopo un periodo indeterminato dopo la caduta di Babilonia, i Cassiti costituirono una nuova dinastia babilonese.
La lista reale babilonese identifica 36 sovrani, per un periodo complessivo di regno di 576 anni; comunque, solo 18 nomi sono leggibili.
Alcuni altri sono stati identificati attraverso altre iscrizioni.
C'è confusione nella parte centrale della dinastia, a causa di conflitti fra le cronache sincronistiche e le cronache P.
Gli ultimi sovrani sono ben attestati dalle steli kudurru.
La datazione relativa è ottenuta mediante sincronismi con l'Antico Egitto, l'Assiria e gli Ittiti.
La dinastia terminò con la sconfitta di Enlil-nadin-ahi da parte dell'Elam.
| Sovrano                 | Regno proposto | Note                                                                                                  |
| ----------------------- | -------------- | --- |
| Agum II o Agum-Kakrime  |                | |
| Burnaburiash I          |                | Trattato con Puzur-Ashur III di Assiria                                                               |
| Kashtiliash III         |                | |
| Ulam-Buriash            |                | Conquistò la prima dinastia del Paese del Mare                                                        |
| Agum III                |                | |
| Karaindash              |                | Trattato con Ashur-bel-nisheshu di Assiria                                                            |
| Kadashman-harbe I       |                | Campagna contro Sutû                                                                                  |
| Kurigalzu I             |                | Fondatore di Dur-Kurigalzu e contemporaneo di Tutmosi IV                                              |
| Kadashman-Enlil I       | 1374–1360 a.C. | Contemporaneo di Amenofi III dell'Antico Egitto, Lettere di Amarna                                    |
| Burnaburiash II         | 1359–1333 a.C. | Contemporaneo di Akhenaton e Ashur-uballit I                                                          |
| Kara-hardash            | 1333 a.C.      | Nipote di Ashur-uballit I di Assiria                                                                  |
| Nazi-Bugash o Shuzigash | 1333 a.C.      | Usurpatore “figlio di nessuno”                                                                        |
| Kurigalzu II            | 1332–1308 a.C. | Figlio di Burnaburiash II, Combatté la Battaglia di Sugagi con Enlil-nirari di Assiria                |
| Nazi-Maruttash          | 1307–1282 a.C. | Contemporaneo di Adad-nirari I di Assiria                                                             |
| Kadashman-Turgu         | 1281–1264 a.C. | Contemporaneo di Hattušili III degli Ittiti                                                           |
| Kadashman-Enlil II      | 1263–1255 a.C. | Contemporaneo di Hattušili III degli Ittiti                                                           |
| Kudur-Enlil             | 1254–1246 a.C. | Periodo del rinascimento di Nippur                                                                    |
| Shagarakti-Shuriash     | 1245–1233 a.C. | “Non-figlio di Kudur-Enlil” secondo Tukulti-Ninurta I di Assiria                                      |
| Kashtiliashu IV         | 1232–1225 a.C. | Contemporaneo di Tukulti-Ninurta I di Assiria                                                         |
| Enlil-nadin-shumi       | 1224 a.C.      | L'Assiria insediò un re vassallo                                                                      |
| Kadashman-Harbe II      | 1223 a.C.      | L'Assiria insediò un re vassallo                                                                      |
| Adad-shuma-iddina       | 1222–1217 a.C. | L'Assiria insediò un re vassallo                                                                      |
| Adad-shuma-usur         | 1216–1187 a.C. | Contemporaneo di Ashur-nirari III di Assiria                                                          |
| Meli-Shipak II          | 1186–1172 a.C. | Corrispondenza con Ninurta-apal-Ekur, che conferma le basi della Cronologia del Vicino Oriente antico |
| Marduk-apla-iddina I    | 1171–1159 a.C. | |
| Zababa-shuma-iddin      | 1158 a.C.      | Sconfitto da Shutruk-Nahhunte dell'Elam                                                               |
| Enlil-nadin-ahi         | 1157–1155 a.C. | Sconfitto da Kutir-Nahhunte dell'Elam                                                                 |

### Mitanni
Forse per il fatto che la capitale di Mitanni, Washukanni, non sia ancora stata individuata, per Mitanni non sono ancora disponibili liste reali, cronache o iscrizioni reali.
Fortunatamente, vi sono alcune fonti diplomatiche ittite ed assire che sostengono la cronologia disponibile.
Sotto Shaushtatar Mitanni acquisì potenza, ma ben presto cadde nella trappola tradizionale di tutte le dinastie: la lotta per la successione.
Tushratta e Artatama II rivendicarono entrambi il regno e Ittiti ed Assiri si avvantaggiarono di questa situazione.
Dopo di allora, Mitanni non rappresentò più una potenza nella regione.
| Sovrano                   | Regno proposto  | Note |
| ------------------------- | --------------- | --- |
| Kirta                     | circa 1500 a.C. | |
| Parshatatar o Parrattarna |                 | Figlio di Kirta |
| Shaushtatar               |                 | Contemporaneo di Idrimi di Alalakh, Saccheggi di Assur                                                                        |
| Artatama I                |                 | Trattato con il faraone Thutmose IV dell'Antico Egitto, Contemporaneo del faraone Amenhotep II dell'Antico Egitto             |
| Shuttarna II              |                 | Sua figlia sposa il faraone Amenhotep III dell'Antico Egitto nel suo anno 10° di regno                                        |
| Artashumara               |                 | Figlio di Shutarna II, regno breve                                                                                            |
| Tushratta                 | circa 1350 a.C. | Contemporaneo di Šuppiluliuma I degli Ittiti e dei faraoni Amenhotep III e Amenhotep IV dell'Antico Egitto, Lettere di Amarna |
| Artatama II               |                 | Trattato con Suppiluliuma I degli Ittiti, governò contemporaneamente a Tushratta                                              |
| Shuttarna III             |                 | Contemporaneo di Suppiluliuma I degli Ittiti                                                                                  |
| Shattiwaza                |                 | Mitanni divenne stato vassallo dell'Impero ittita                                                                             |
| Shattuara I               |                 | Mitanni divenne stato vassallo dell'Assiria sotto Adad-nirari I                                                               |
| Wasashatta                |                 | Figlio di Shattuara I |

### Medio Regno assiro
Per lungo tempo un attore minore, dopo la sconfitta del vicino paese di Mitanni ad opera degli Ittiti, l'Assiria raggiunse livelli di grande potere sotto Ashur-uballit I.
Il periodo è marcato dal conflitto con i rivali Babilonesi e Ittiti, così come dagli scambi diplomatici con l'Antico Egitto, con le lettere di Amarna.
Si noti che a seguito del ritrovamento di vari documenti neoassiri, quali la lista reale assira, nel corso di scavi eseguiti verso la fine del XIX e gli inizi del XX secolo, gli studiosi assunsero che i dati cronologici per i precedenti periodi assiri potessero essere presi come storicamente accurati.
Questo punto di vista cambiò nel corso degli anni e la cronologia assira iniziale è in corso di revisione.
Dal momento che non si ha ancora un consenso generalizzato, di seguito si adottano l'ordine e le durate dei regni tradizionalmente accettati.
| Sovrano            | Regno proposto | Note                                                                                     |
| ------------------ | -------------- | ---------------------------------------------------------------------------------------- |
| Eriba-Adad I       | 1380–1353 a.C. |                                                                                          |
| Ashur-uballit I    | 1353–1318 a.C. | Contemporaneo di Burnaburiash II di Babilonia e Šuppiluliuma I degli Ittiti              |
| Enlil-nirari       | 1317–1308 a.C. | Combatté la Battaglia di Sugagi con Kurigalzu II di Babilonia, Figlio di Ashur-uballit I |
| Arik-den-ili       | 1307–1296 a.C. |                                                                                          |
| Adad-nirari I      | 1295–1264 a.C. | Contemporaneo di Shattuara I e Wasashatta di Mitanni                                     |
| Salmanassar I      | 1263–1234 a.C. | Figlio di Adad-nirari I                                                                  |
| Tukulti-Ninurta I  | 1233–1197 a.C. | Contemporaneo di Kashtiliashu IV di Babilonia                                            |
| Ashur-nadin-apli   | 1196–1194 a.C. | Figlio di Tukulti-Ninurta I                                                              |
| Ashur-nirari III   | 1193–1188 a.C. | Contemporaneo di Adad-shuma-usur di Babilonia, Figlio di Ashur-nadin-apli                |
| Enlil-kudurri-usur | 1187–1183 a.C. | Figlio di Tukulti-Ninurta I                                                              |
| Ninurta-apal-Ekur  | 1182–1180 a.C. |                                                                                          |

### Impero ittita
Iniziando già sotto il regno di suo padre, Suppiluliuma I portò gli Ittiti dall'oscurità a un impero che durò per quasi 150 anni.
Il Nuovo Regno Ittita raggiunse il suo massimo splendore dopo la sconfitta di Mitanni, un evento che paradossalmente portò all'ascesa dell'Assiria.
La dinastia terminò con la distruzione di Ḫattuša operata da forze non note, tra le quali però vi furono probabilmente i Popoli del Mare e i Kaskiani.
| Sovrano                   | Regno proposto | Note |
| ------------------------- | -------------- | --- |
| Tudhaliya III             | 1360–1344 a.C. | Figlio di Tudhaliya II |
| Šuppiluliuma I            | 1344–1322 a.C. | Figlio di Tudhaliya III, Contemporaneo di Tushratta di Mitanni                                                                                         |
| Arnuwanda II              | 1322–1321 a.C. | Figlio di Suppiluliuma I |
| Muršili II                | 1321–1295 a.C. | Figlio di Suppiluliuma I; Eclisse di Mursili |
| Muwatalli II              | 1295–1272 a.C. | Figlio di Mursili II, Battaglia di Kadesh nell'anno 5 di Ramsete II dell'Antico Egitto                                                                 |
| Muršili III o Muršili III | 1272–1267 a.C. | Figlio di Muwatalli II |
| Hattušili III             | 1267–1237 a.C. | Figlio di Mursili II, Trattato dell'anno 21 di Ramsete II dell'Antico Egitto, Contemporaneo di Shalmaneser I di Assiria e Kadashman-Turgu di Babilonia |
| Tudhaliya IV              | 1237–1209 a.C. | Figlio di Hattusili III, Battaglia di Nihriya |
| Arnuwanda III             | 1209–1207 a.C. | Figlio di Tudhaliya IV |
| Šuppiluliuma II           | 1207–1178 a.C. | Figlio di Tudhaliya IV, Caduta di Ḫattuša |

### Re di Ugarit
Stato vassallo di Mitanni e successivamente degli Ittiti, Ugarit fu nonostante tutto un attore significativo nella regione.
Sebbene per Ugarit non siano ancora disponibili le durate dei regni e una cronologia assoluta, il fatto che siano noti l'ordine di successione dei sovrani e alcuni punti fermi di sincronia li rende ragionevolmente collocabili nel tempo.
La caduta di Ugarit è stata ristretta agli anni compresi fra il regno del faraone Merneptah e l'VIII anno di regno del faraone Ramsete III dell'Antico Egitto. Questo periodo è all'incirca lo stesso in cui Ḫattuša fu distrutta.
| Sovrano       | Regno proposto  | Note                                                                                                |
| ------------- | --------------- | --------------------------------------------------------------------------------------------------- |
| Ammittamru I  | circa 1350 a.C. | |
| Niqmaddu II   |                 | Contemporaneo del re ittita Šuppiluliuma I                                                          |
| Arhalba       |                 | |
| Niqmepa       |                 | Trattato con il re ittita Muršili II, figlio di Niqmaddu II,                                        |
| Ammittamru II |                 | Contemporaneo di Bentisina di Amurru, figlio di Niqmepa                                             |
| Ibiranu       |                 | |
| Niqmaddu III  |                 | |
| Ammurapi      | ca. 1200 a.C.   | Contemporaneo del visir Bay dell'Antico Egitto; sotto il suo regno avvenne la distruzione di Ugarit |

## Età del Ferro
Sebbene non sia soggetta alla problematica della scelta tra cronologia lunga e breve, la cronologia del Vicino Oriente antico non è definita con assoluta certezza fino all'ascesa dei sovrani neobabilonesi e neoassiri nelle loro rispettive regioni.
Date, durate dei regni e anche nomi di parecchi sovrani del periodo intermedio sono tuttora sconosciuti.
A peggiorare la situazione, le poche testimonianze scritte sopravvissute, come la cronaca sincronica, forniscono dati conflittuali.

### Seconda dinastia di Isin
Dopo la caduta della dinastia cassita di Babilonia sotto l'attacco elamita, il potere nella regione e il controllo di Babilonia passarono alla città-stato di Isin.
In questo periodo, l'Assiria era estremamente debole, tranne sotto il regno del potente sovrano assiro Tiglath-Pileser I.
Altre entità politiche dell'area dovevano ancora riprendersi dal collasso dell'età del bronzo.
| Sovrano             | Regno            | Note                                                                  |
| ------------------- | ---------------- | --------------------------------------------------------------------- |
| Marduk-kabit-aḫḫēšu | 1157 - 1140 a.C. |                                                                       |
| Itti-Marduk-balāṭu  | 1139 - 1132 a.C. |                                                                       |
| Ninurta-nādin-šumi  | 1131 - 1126 a.C. | Contemporaneo di Ashur-resh-ishi I di Assiria                         |
| Nabucodonosor I     | 1125 - 1104 a.C. | Nome originale: Nabu-kudurri-usur, Contemporaneo di Ashur-resh-ishi I |
| Enlil-nadin-apli    | 1103 - 1100 a.C. | Figlio di Nabucodonosor I                                             |
| Marduk-nadin-ahhe   | 1099 - 1082 a.C. | Contemporaneo di Tiglath-Pileser I di Assiria                         |
| Marduk-šāpik-zēri   | 1081 - 1069 a.C. | Contemporaneo di Ashur-bel-kala di Assiria                            |
| Adad-apla-iddina    | 1168 - 1147 a.C. | Contemporaneo di Ashur-bel-kala                                       |
| Marduk-aḫḫē-erība   | 1046 a.C.        |                                                                       |
| Marduk-zer-X        | 1045 - 1034 a.C. |                                                                       |
| Nabû-šuma-libūr     | 1033 - 1026 a.C. |                                                                       |

### Periodo medio-assiro
Dopo il Regno assiro medio, vi è un periodo incerto nella storia assira.
L'attuale pietra d'angolo della cronologia per questo periodo è la Lista Reale assira, che sfortunatamente entra in conflitto con altre registrazioni come la Lista Reale Sincronizzata e la Lista dei Re di Babilonia.
I sovrani di Assiria in questo periodo erano abbastanza deboli, ad eccezione di Tiglath-Pileser I. Si noti anche che questa cronologia è basata su sincronismi assunti con l'Egitto nel periodo precedente.
| Sovrano               | Regno             | Note                        |
| --------------------- | ----------------- | --------------------------- |
| Assur-dan I           | 1179–1133 a.C.    | Figlio di Ninurta-apal-Ekur |
| Ninurta-tukulti-Ashur | 1133 a.C.         |                             |
| Mutakkil-Nusku        | 1133 a.C.         |                             |
| Ashur-resh-ishi I     | 1133–1115 a.C.    |                             |
| Tiglatpileser I       | 1115–1076 a.C.    |                             |
| Asharid-apal-Ekur     | 1076–1074 a.C.    |                             |
| Ashur-bel-kala        | 1074–1056 BC a.C. |                             |
| Eriba-Adad II         | 1056–1054 BC a.C. |                             |
| Shamshi-Adad IV       | 1054–1050 a.C.    |                             |
| Assurnasirpal I       | 1050–1031 a.C.    |                             |
| Salmanassar II        | 1031–1019 a.C.    |                             |
| Ashur-nirari IV       | 1019–1013 a.C.    |                             |
| Ashur-rabi II         | 1013 – 972 a.C.   |                             |
| Ashur-resh-ishi II    | 972 – 967 a.C.    |                             |
| Tiglatpileser II      | 967 – 935 a.C.    |                             |
| Assur-dan II          | 935 – 912 a.C.    |                             |

### Babilonia
Dinastie da V a IX di Babilonia (post-Cassiti):
| Sovrano                 | Regno            | Note                                             |
| ----------------------- | ---------------- | ------------------------------------------------ |
| Simbar-šipak            | 1025 - 1008 a.C. | Dinastia V - Seconda dinastia dei paesi del mare |
| Ea-mukin-zēri           | 1008 a.C.        |                                                  |
| Kaššu-nādin-aḫi         | 1008 - 1004 a.C. |                                                  |
| Eulmaš-šākin-šumi       | 1004 - 987 a.C.  | Dinastia VI - Dinastia di Bῑt-Bazi               |
| Ninurta-kudurrῑ-uṣur I  | 987 - 985 a.C.   |                                                  |
| Širikti-šuqamuna        | 985 a.C.         |                                                  |
| Mâr-bîti-apla-uṣur      | 985 - 979 a.C.   | Dinastia VII - Dinastia di "Elam"                |
| Nabû-mukin-apli         | 979 - 943 a.C.   | Dinastia VIII - Dinastia di E                    |
| Ninurta-kudurri-usur II | 943 a.C.         | Dinastia IX                                      |
| Mar-biti-ahhe-iddina    | 943 - 920 a.C.   |                                                  |
| Šamaš-mudammiq          | circa 900 a.C.   |                                                  |
| Nabû-šuma-ukin I        |                  |                                                  |
| Nabu-apla-iddina        |                  |                                                  |
| Marduk-zakir-šumi I     |                  |                                                  |
| Marduk-balassu-iqbi     |                  |                                                  |
| Baba-aha-iddina         |                  |                                                  |
| 5 re non nominati       | circa 800 a.C.   |                                                  |
| Ninurta-apla-X          |                  |                                                  |
| Marduk-bel-zeri         |                  |                                                  |
| Marduk-apla-usur        |                  |                                                  |
| Eriba-Marduk            | 769 - 761 a.C.   |                                                  |
| Nabu-šuma-iškun         | 761 - 748 a.C.   |                                                  |
| Nabonassar (Nabu-nasir) | 748 - 734 a.C.   | Contemporaneo di Tiglath-Pileser III             |
| Nabu-nadin-zeri         | 734 - 732 a.C.   |                                                  |
| Nabu-šuma-ukin II       | 732 a.C.         |                                                  |

### Impero assiro
L'impero assiro (o Regno neo-assiro) si espanse, fino a diventare la potenza dominante nel Vicino Oriente per oltre due secoli.
Ciò avvenne nonostante gli sforzi di altri gruppi forti che esistevano in quel periodo, tra i quali vi erano Babilonia, Urartu, Damasco, Elam e Egitto.
| Sovrano            | Regno          | Note                                                 |
| ------------------ | -------------- | ---------------------------------------------------- |
| Adad-nirari II     | 912 – 891 a.C. |                                                      |
| Tukulti-Ninurta II | 890 – 884 a.C. | Figlio di Adad-nirari II                             |
| Assurnasirpal II   | 883 – 859 a.C. | Figlio di Tukulti-Ninurta II                         |
| Salmanassar III    | 858 – 824 a.C. | Battaglia di Qarqar                                  |
| Shamshi-Adad V     | 823 – 811 a.C. | Trattato con Marduk-zakir-sumi I di Babilonia        |
| Adad-nirari III    | 810 – 783 a.C. | Shammu-ramat (Regina reggente)                       |
| Salmanassar IV     | 782 – 773 a.C. | Figlio di Adad-nirari III                            |
| Assur-dan III      | 772 – 755 a.C. | Eclissi del 15 giugno 763 a.C.                       |
| Ashur-nirari V     | 754 – 745 a.C. |                                                      |
| Tiglatpileser III  | 744 – 727 a.C. | Contemporaneo di Nabonassar di Babilonia             |
| Salmanassar V      | 726 – 722 a.C. | Contemporaneo di Rusas I dell'Urartu                 |
| Sargon II          | 721 – 705 a.C. | Contemporaneo di Marduk-apla-iddina II di Babilonia  |
| Sennacherib        | 704 – 681 a.C. | Contemporaneo di Shutruk-Nahhunte II dell'Elam       |
| Esarhaddon         | 680 – 669 a.C. | Contemporaneo del faraone Taharqa dell'Antico Egitto |
| Assurbanipal       | 668 – 631 a.C. |                                                      |

### IX dinastia di Babilonia
Per gran parte di questo periodo, Babilonia fu sotto il controllo diretto dei dominatori neo-assiri o dei governatori da loro nominati.
| Sovrano                      | Regno              | Note                              |
| ---------------------------- | ------------------ | --------------------------------- |
| Nabu-mukin-zeri di Assiria   | 732 - 729 a.C.     |                                   |
| Tiglatpileser III di Assiria | 729 - 727 a.C.     |                                   |
| Salmanassar V di Assiria     | 727 - 722 a.C.     |                                   |
| Marduk-apla-iddina II        | 722 - 710 a.C.     |                                   |
| Sargon II di Assiria         | 710 - 705 a.C.     |                                   |
| Sennacherib di Assiria       | 705 - 703 a.C.     |                                   |
| Marduk-zakir-shumi II        | 703 a.C.           |                                   |
| Marduk-apla-iddina II        | 703 a.C.           |                                   |
| Bel-ibni                     | 703 - 700 a.C.     | Governatore di nomina assira      |
| Ashur-nadin-shumi            | 700 - 694 a.C.     | Figlio di Sennacherib di Assiria  |
| Nergal-ushezib               | 694 - 693 a.C.     |                                   |
| Mushezib-Marduk              | 693 - 689 a.C.     |                                   |
| Sennacherib di Assiria       | 689 - 681 a.C.     |                                   |
| Esarhaddon di Assiria        | 681 - 669 a.C.     |                                   |
| Shamash-shum-ukin            | 668 - 648 a.C.     | Figlio di Esarhaddon di Assiria   |
| Kandalanu                    | 648 - 627 a.C.     |                                   |
| Sin-shumu-lishir             | 626 a.C.           |                                   |
| Sinsharishkun                | ca. 627 - 620 a.C. | Figlio di Assurbanipal di Assiria |

## Antichità classica
Per i periodi successivi ad Assurbanipal (morto nel 627 a.C.), si vedano le voci:
- Medi (728-549 a.C.) e Re della Media
- Impero neo-babilonese (626-539 a.C.)
- Impero achemenide (550-330 a.C.)

Il periodo ellenistico inizia con le conquiste di Alessandro Magno nel 330 a.C. (Babilonia ellenistica).